# اوی‌پوینت
اوی‌پوینت (انگلیسی: AvePoint) شرکت نرم‌افزار آمریکایی است، که در سال ۲۰۰۱ تأسیس شد.